# Arctia immaculosa
Arctia immaculosa är en fjärilsart som beskrevs av Matsumura 1927. Arctia immaculosa ingår i släktet Arctia, och familjen björnspinnare. Inga underarter finns listade i Catalogue of Life.